# Галисия
Гали́сия (исп. и галис. Galicia) — историко-культурный регион на северо-западе Пиренейского полуострова и автономное сообщество Испании. Административный центр — Сантьяго-де-Компостела, крупнейший город — Виго, самый густонаселенный — Ла-Корунья.
С запада Галисия омывается водами Атлантического океана, с севера — Бискайского залива. На юге регион граничит с Португалией, а на востоке — с испанскими автономными сообществами Астурия и Кастилия-Леон (провинции Леон и Самора).
Территория Галисии разделена на четыре провинции: Луго (северо-восток), Ла-Корунья (северо-запад), Понтеведра (юго-запад) и Оренсе (юго-восток).
В Галисии проживает 2 705 833 человека, основная часть населения сосредоточена в прибрежных районах между Ферролем и Ла-Коруньей на северо-западе и между Вильягарсией-де-Аросой, Понтеведрой и Виго на юго-западе. На территории региона говорят на галисийском и испанском языках, которые являются официальными в соответствии со Статутом Автономии Галисии.

## Этимология
В Древности греки называли северо-западную часть Пиренейского полуострова (более обширную, чем современная Галисия) каллаики (καλλαϊκοί), под этим именем знали себя её жители. Топоним происходит от имени кельтских поселенцев, прибывших двумя последовательными волнами: первая — около XVIII века до н. э., вторая — около IV века до н. э. (кельты Халльштата). Он превратился в Галлецию во времена римского правления.
В переходный период между Древним и Средним веками эта местность иногда называлась Суевией, поскольку именно здесь обосновались захватнические этнические группы германцев свевы. В Средневековье она была независимым королевством под названием Королевство Галисия, позднее вошедшее в состав Королевство Леон, хотя территория нынешнего автономного сообщества формально была королевством (Королевство Галисия) до территориального разделения 1833 года, когда были созданы нынешние галисийские провинции, а бывшие королевства формально исчезли.

### Варианты топонимов
Преобладающей формой, как в галисийском, так и в испанском языках, для обозначения этого автономного сообщества является Galicia (Галисия), хотя существует также вариант Galiza (Галиса) — менее распространенная форма, используемая в галисийском языке.
Официальные орфографические и морфологические правила галисийского языка принимают Galicia и Galiza как допустимые формы. Единственной официальной формой для обозначения автономного сообщества является Galicia, которая является преобладающей формой в галисийском языке, как в разговорной, так и в письменной форме.
Топоним Galiza использовался в средневековом галисийском языке вместе с топонимом Galicia, однако форма Galiza вышла из употребления во времена Темных веков галисийского языка, в то время как форма Galicia была единственной, которая продолжала непрерывно использоваться в разговорном языке на протяжении всей истории. В XIX веке, во времена возрождения галисийского языка и литературы —Rexurdimento— использование Galiza было восстановлено интеллектуалами и писателями.
Название Galiza используется широким сектором галисийского национализма, хотя есть и националисты, использующие форму Galicia. Название Galiza связывается с галисийским национализмом, культурным активизмом, BNG и в целом с галисийскими националистическими левыми.

## Символы

### Гимн
Слова гимна Галисии Os Pinos («Сосны») состоят из первых двух частей поэмы Эдуардо Пондала Queixumes dos pinos («Жалобы сосен»), написанной намеренно для того, чтобы она стала гимном, а музыку написал Паскуаль Вейга, самый известный музыкант Галисии того времени. В тексте песни Галисия названа народом Бреогана, кельтского мифологического героя. Впервые песня была исполнена в Гаване (Куба) 20 декабря 1907 года.

### Флаг
Прежний флаг Галисии, использовавшийся на протяжении многих веков, представлял собой голубой фон с золотыми крестами и дароносицей в центре в качестве герба. В конце XIX века галисийские националисты создали нынешний флаг Галисии в качестве национального символа, и его первое использование состоялось, по крайней мере, в 1891 году. Флаг имеет белый фон и синюю полосу от левого верхнего до правого нижнего угла.

### Герб
Потир — геральдическая фигура, олицетворяющая Галисию, — был впервые отмечен в гербе королей Галисии в английском армориале 1282 года. На протяжении истории герб подвергался различным изменениям. Современный герб Галисии описан в статье 3 Закона о символах Галисии:
Герб Галисии изображает на лазоревом поле золотую потирную чашу, увенчанную серебряной гостией, сопровождаемую семью крестами, вырезанными из того же металла, по три с каждой стороны и один в центральной части. Верхний элемент — королевская корона, закрытая, представляющая круг из золота, украшенный драгоценными камнями, состоящий из восьми флеронов из листьев аканта, пять из которых видны, пронизанных жемчугом, а из их листьев выходят две диадемы из жемчуга, которые сходятся в мире лазурного цвета, с золотым полумеридианом и экватором, и золотым крестом. Корона, выложенная из червлени, или красного цвета.

## География

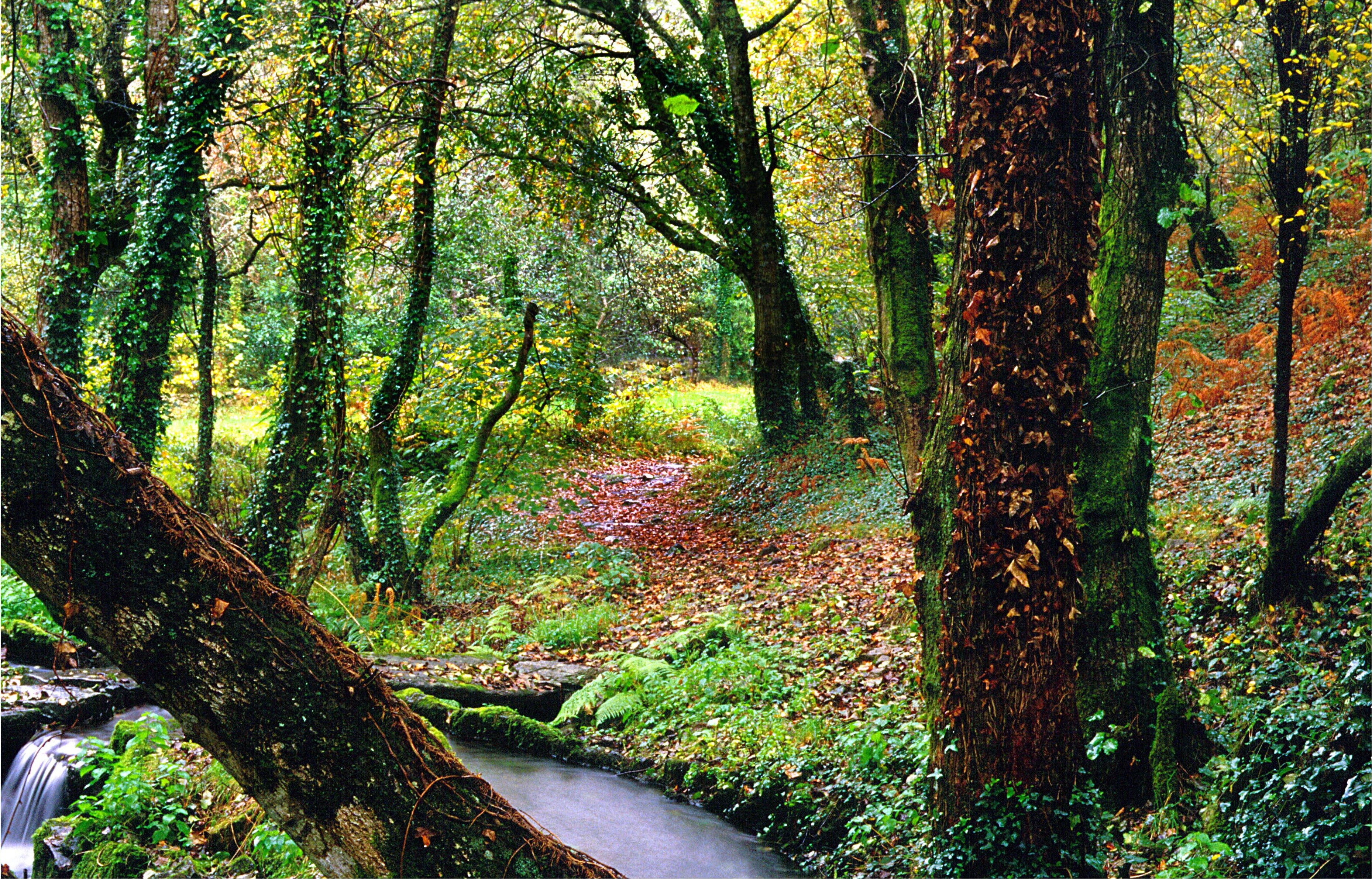
Лиственный лес в Галисии

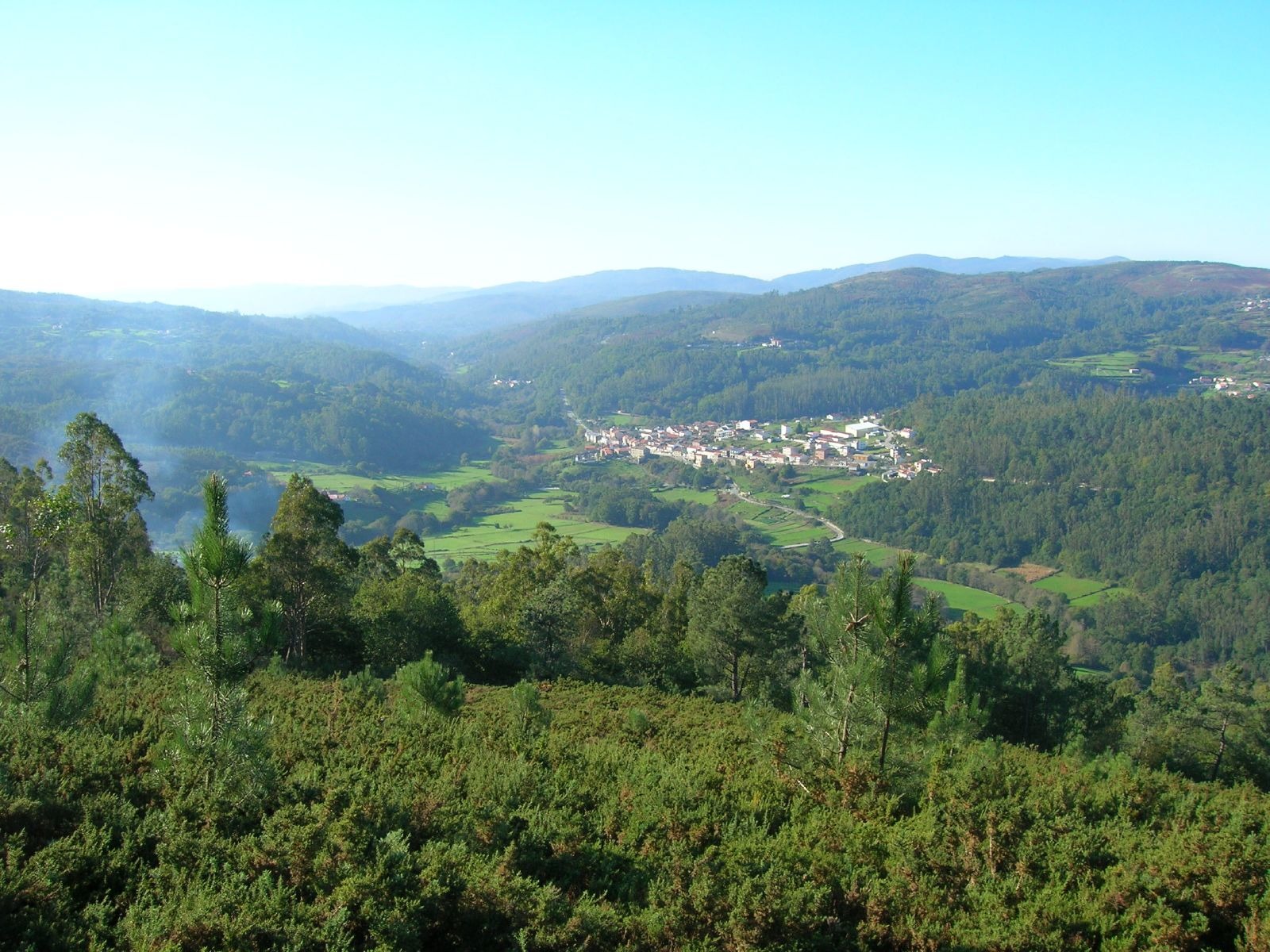
Равнины и возвышенности Галисии

Площадь Галисии — 29 574 км² (7-е место среди автономных сообществ Испании). На востоке она граничит с Астурией и Кастилией-Леоном, на юге с Португалией, на западе омывается Атлантическим океаном, на севере — водами Бискайского залива; в юго-западном направлении её пересекает река Миньо.

Галисия состоит из многих горных цепей (высота от 975 до 1985 метров) с многочисленными разветвлениями, образующими лабиринт гор и холмов, долин и оврагов. Почва равнин очень плодородна. 

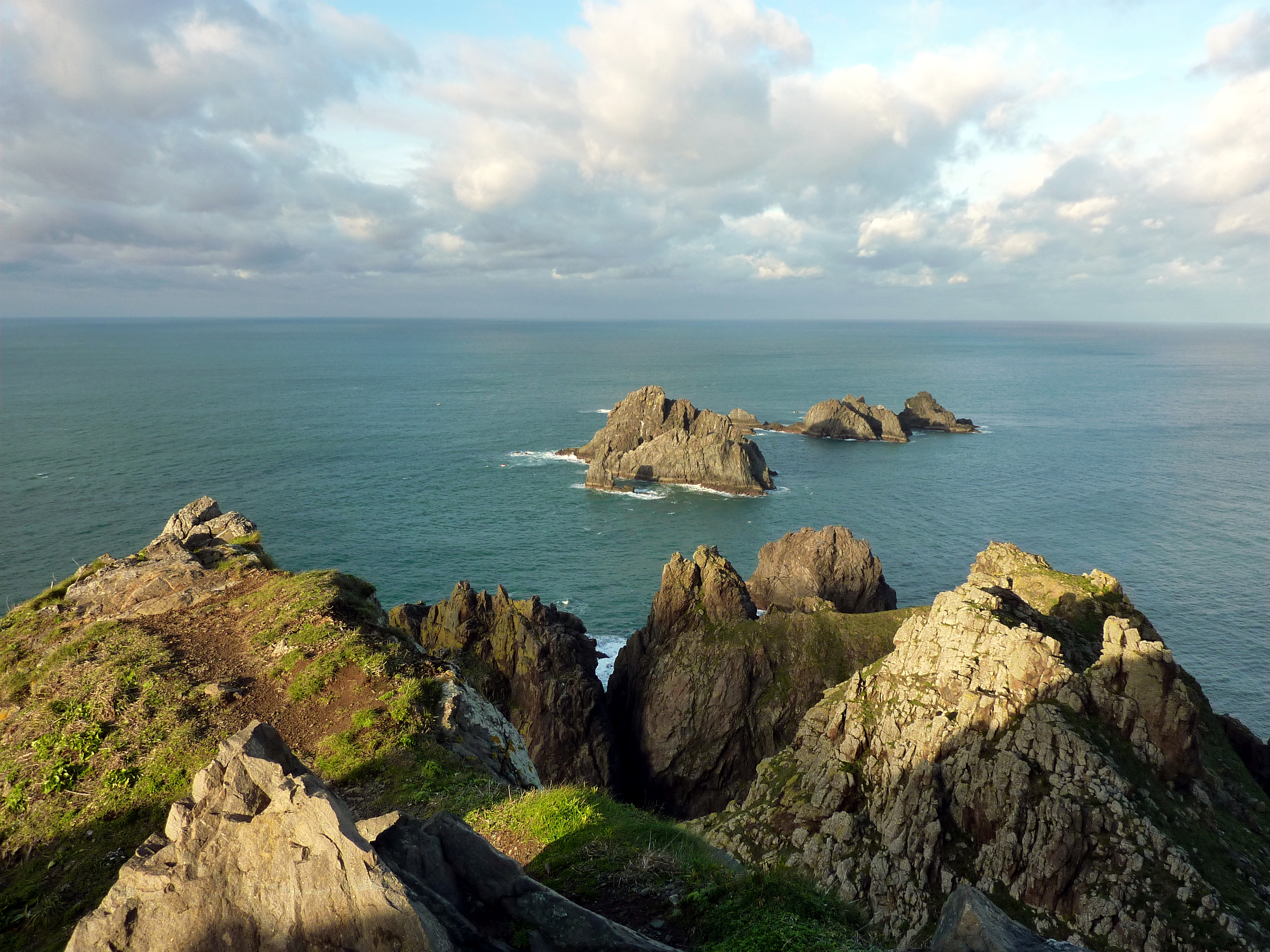
Ортегаль (мыс)

Береговая линия, к которым понижается горная терраса, имеет очень извилистое очертание. Берега усеяны множеством выдающихся мысов (из которых самые крайние — Финистерре, Ортегаль и Де-ла-Эстака-де-Варес), равно как множеством глубоко вдающихся в материк бухт и заливов, в которые впадают прибрежные реки. Такие извилистые заливы именуются риас и зачастую представляют собой безопасные гавани и рейды (где расположены такие порты, как Ла-Корунья и Эль-Ферроль).
Благодаря влиянию Атлантического океана Галисия является частью так называемой Зелёной Испании, которая отличается благоприятной экологической обстановкой и издавна славится своими лечебными термальными источниками. Её климат характеризуется мягкой, но дождливой зимой и умеренно тёплым летом. Средняя температура летом — 27-34 °C, зимой — 14-22 °C.
Морское побережье Галисии, иногда именумое «берегом моллюсков» (Коста-до-Мариско), делится на три отрезка: Риас-Альтас («верхние риасы» от Рибадео через Эль-Ферроль до деревни Санта-Крус), Коста-да-Морте («берег смерти» по обе стороны от крупнейшего порта Ла-Корунья) и, к югу от мыса Финистерре, наиболее благоприятная для виноделия зона Риас-Байшас («нижние риасы») с национальным парком «Атлантические острова Галисии».
Берег смерти получил своё название из-за многочисленных в прошлом кораблекрушений, для предотвращения которых на прибрежных утёсах были воздвигнуты многочисленные маяки. Ныне вдоль побережья проложена пешая туристическая «Тропа маяков». В районе Ла-Коруньи до сих пор действует старейший в мире маяк — башня Геркулеса (памятник Всемирного наследия). Пляжный туризм сосредоточен южнее, в районе Санхенхо и старинного города Понтеведра.

## История
В древности на этой территории проживали кельтские племена галлеков (лат. Gallaeci или Callaeci), откуда и произошло название «Галисия». В 136 до н. э. территория современной Галисии была завоёвана римлянами, однако — благодаря тому, что в этой части Испании они имели наименьшее влияние — кельты не утратили своей культуры. При императоре Августе Галисия составила диоцез Каллеция, затем, вместе с Астурией — диоцез Астурия и Галлеция; при Диоклетиане была образована провинция Галлеция.
После разделения Римской империи, территория Галисии была в 410 году завоёвана свевами, став основным ядром их государства. В 585 году Свевское королевство завоевал король вестготов Леовигильд.
В 711 году Пиренейский полуостров захватили арабы, однако Галисия почти не была затронута этим завоеванием. В горах Галисии укрылись многочисленные беженцы с юга, и здесь постепенно образовались графства во главе с местным дворянством. После победы над арабами в 718 году короли Астурии подчинили Галисию.
В 1065 году Галисия стала независимым королевством, столицей которого являлся привилегированный по своему положению город Туй. В 1072 году присоединена к Кастилии, но до конца XV века её зависимость была почти номинальная: Галисия управлялась своими сеньорами и феодалами, которые фактически сохраняли самостоятельность.
Вмешательство кастильской короны в дела Галисии усилилось в XV веке, когда здесь неоднократно вспыхивали народные восстания. Репрессии короля против галисийской знати (1475—1480) и лишение её права посылать своего представителя в кортесы усмирили страну, и окончательно лишили Галисию самостоятельности, превратив её в одну из провинций испанской монархии.
После провозглашения Испанской республики (1931) республиканцы Галисии выработали проект галисийской автономии, который был одобрен проведённым в Галисии референдумом (28 июня 1936). Однако созданию автономии галисийского района помешал военный путч 17—18 июля 1936 года и последовавшая затем гражданская война.
28 апреля 1981 года Галисия получила статус автономного сообщества в составе Испании.

## Демография
По данным последней переписи населения 2012 года, Галисия насчитывает 2 778 913 жителей. Насчитывается также около трёх миллионов галисийцев, переехавших по большей части в другие автономные сообщества Испании и в Аргентину.
В Галисии до сих пор многие жители (галисийцы) говорят не на испанском, а на одном из романских языков — галисийском.

### Размещение населения
Галисия является пятым автономным сообществом по числу жителей, а плотность населения в 92,6 жителей/км² незначительно превышает средний показатель по Испании. Население Галисии расположено в основном на побережье.
Самым крупным городом региона является Виго.
Галисия насчитывает семь городов с населением больше 20 000 человек:[уточнить]
- Виго: 295 703
- Ла-Корунья: 245 164
- Оренсе: 107 186
- Луго: 95 416
- Сантьяго-де-Компостела: 93 712
- Понтеведра: 80 096
- Ферроль: 75 181

## Политика

### Полномочия сообщества
Статут автономии Галисии устанавливает, что полномочия сообщества осуществляются через Парламент, Хунту и Президентуру:
- Парламент Галисии является высшим представителем Галисии и обладает законодательной властью. Он состоит из 75 депутатов, избираемых всеобщим голосованием по пропорциональной избирательной системе сроком на четыре года. Возможность участия в выборах для галисийцев, проживающих за границей, гарантирована законом.
- Хунта Галисии — это коллегиальный орган, на который возложены исполнительные и административные полномочия правительства. В её состав входят президент, вице-президент и десять членов совета (conselleiros). Свои административные функции автономное сообщество осуществляет через Хунту и зависимые от неё структуры и органы. Хунта также координирует деятельность провинциальных депутаций.
- Президент Хунты руководит и координирует действия Хунты, представляет автономное сообщество и центральное представительство Испании в Галисии. Он является членом парламента, избирается депутатами и назначается королём Испании.

### Результаты выборов
| Выборы в парламент Галисии в 2024 году |                                     |         |       |       |     |
| Патрия                                 | Патрия                              | Голоса  | %     | Места | +/- |
|                                        | Народная партия Галисии             | 711 204 | 47,51 | 40    | ▼ 2 |
|                                        | Галисийский националистический блок | 470 335 | 31,42 | 25    | ▲ 6 |
|                                        | Партия социалистов Галисии-ПСОЭ     | 211 182 | 14,11 | 9     | ▼5  |
|                                        | Оренсанская демокрация              | 15 442  | 1,03  | 1     | ▲1  |

Источник: Хунта Галисии

## Административное устройство

Провинции Галисии

С 15-го столетия до 1833 года Галисия была разделена на семь административных областей: Корунья, Сантьяго, Бетанзос, Мондоньедо, Туи, Луго и Оуренсе.
В 1833 году области были преобразованы в четыре провинции: Ла-Корунья, Оренсе, Понтеведра, Луго.
| Провинция  | Адм. центр | Население, чел. (2011) | Площадь, км² | Комарки | Кол-во муниципалитетов |
| ---------- | ---------- | ---------------------- | ------------ | --- | ---------------------- |
| Ла-Корунья | Ла-Корунья | 1 147 124              | 7950         | Арсуа, Барбанса, Баркала, Бергантиньос, Бетансос, Коруния, Эуме, Ферроль, Финистерре, Мурос, Нойя, Орденес, Ортегаль, Сантьяго, Сар, Тьерра-де-Мельид, Тьерра-де-Сонейра, Шальяс | 93                     |
| Оренсе     | Оренсе     | 328 697                | 7273         | Альярис-Маседа, Баха-Лимия, Карбальино, Лимия, Оренсе, Рибейро, Тьерра-де-Кальделас, Тьерра-де-Селанова, Тьерра-де-Тривес, Вальдеоррас, Верин, Виана                             | 92                     |
| Понтеведра | Понтеведра | 963 511                | 4495         | Бахо-Миньо, Кальдас, Кондадо, Деса, Моррасо, Параданта, Понтеведра, Сальнес, Табейрос — Тьерра-де-Монтес, Виго                                                                   | 62                     |
| Луго       | Луго       | 351 317                | 9856         | Лос-Анкарес, Чантада, Фонсаграда, Луго, Ла-Мариния-Сентраль, Ла-Мариния-Оксиденталь, Ла-Мариния-Орьенталь, Мейра, Кирога, Саррия, Терра-Ча, Терра-де-Лемос, Ульоа                | 67                     |

## Экономика
В экономике Галисии ведущее значение имеет аграрный сектор: в сельском хозяйстве и рыболовстве занято более 50 % населения района. Главная отрасль сельского хозяйства — мясомолочное животноводство, виноделие, плантации с фруктами.
Из отраслей промышленности в Галисии наиболее развиты пищевкусовая (особенно рыбоконсервная), судостроение и химическая (нефтепереработка).
Главные промышленные центры Галисии — Виго и Ла-Корунья.

## Культура
Традиционным праздником для Галисии является Рапа-дас-Бестас, во время которого диких лошадей ловят, остригают им гривы, клеймят и отпускают обратно на волю.

### Кухня

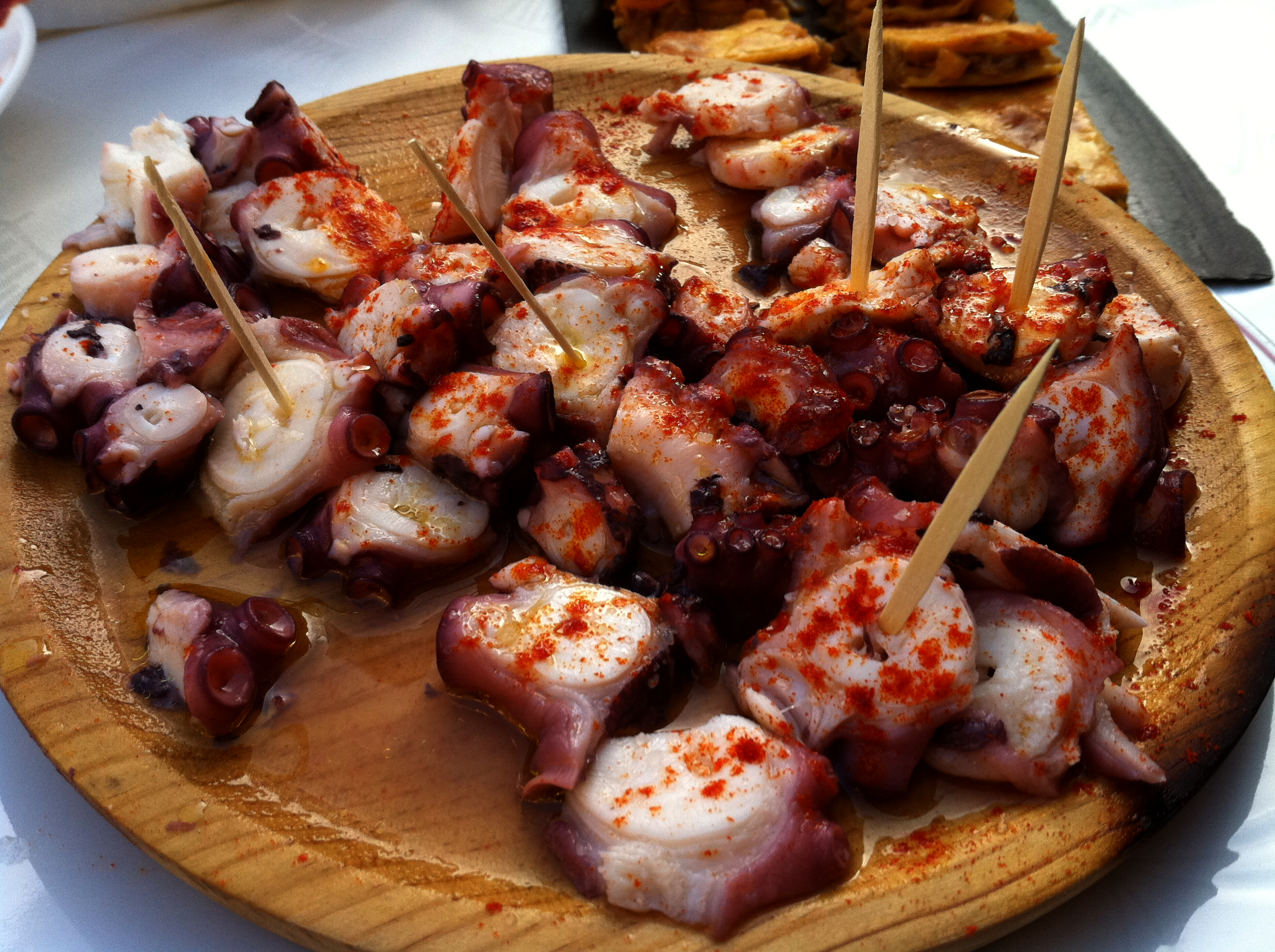
Отварной осьминог

Кухня Галисии выдаётся своим разнообразием и качеством продуктов, с контролем их места происхождения. В галисийской кухне используется часто рыба и моллюски, широко используются крабы.
- Галисийская эмпанада является типичным блюдом Галисии, с начинкой из мяса или рыбы.
- Суп по-галисийски (галис. caldo galego) — прозрачный суп, основными ингредиентами которого являются картофель и репа.
- Также используется рапини с ветчиной — типичное блюдо карнавала, которое состоит из варёного свиного окорока с рапини, картофелем и чорисо (типичная галисийская пикантная колбаса).
- Другое популярное блюдо — отварной осьминог (галис. polbo á feira), приготовленный в традиционном медном котле и подаваемый на деревянном блюде, мелко нарезанным с оливковым маслом, посыпанным морской солью и паприкой.

Есть несколько региональных сортов сыра. Самый известный сыр называется тетилья (галис. queixo Tetilla — «сосок»), названный так в честь своей формы, похожей на грудь женщины. Другие известные сорта сыра — Сан Симон Вильяльба и плавленые сыры, произведённые на территории Арсуа-Кертис (в этом регионе также производится говядина высокого качества).
Классический галисийский десерт — блины (галис. filloas), приготовленные на основе муки, молока и яиц. Когда готовят еду в период забоя свиней, также используют кровь животных для изготовления кровяной колбасы. В Сантьяго-де-Компостела производится знаменитый миндальный торт Сантьяго.
В Галисии из местных сортов винограда производится ряд высококачественных вин, таких как альбариньо (Albariño), рибейро (Ribeiro), рибейра сакра (Ribeira Sacra) и вальдеоррас (Valdeorras).
Традиционный крепкий алкогольный напиток — орухо, изготовляемый путём перегонки сброженных остатков винограда, после их отжимки в процессе изготовления вина. На основе орухо готовится кеймада — слабоалкогольный напиток типа пунша.

### Достопримечательности

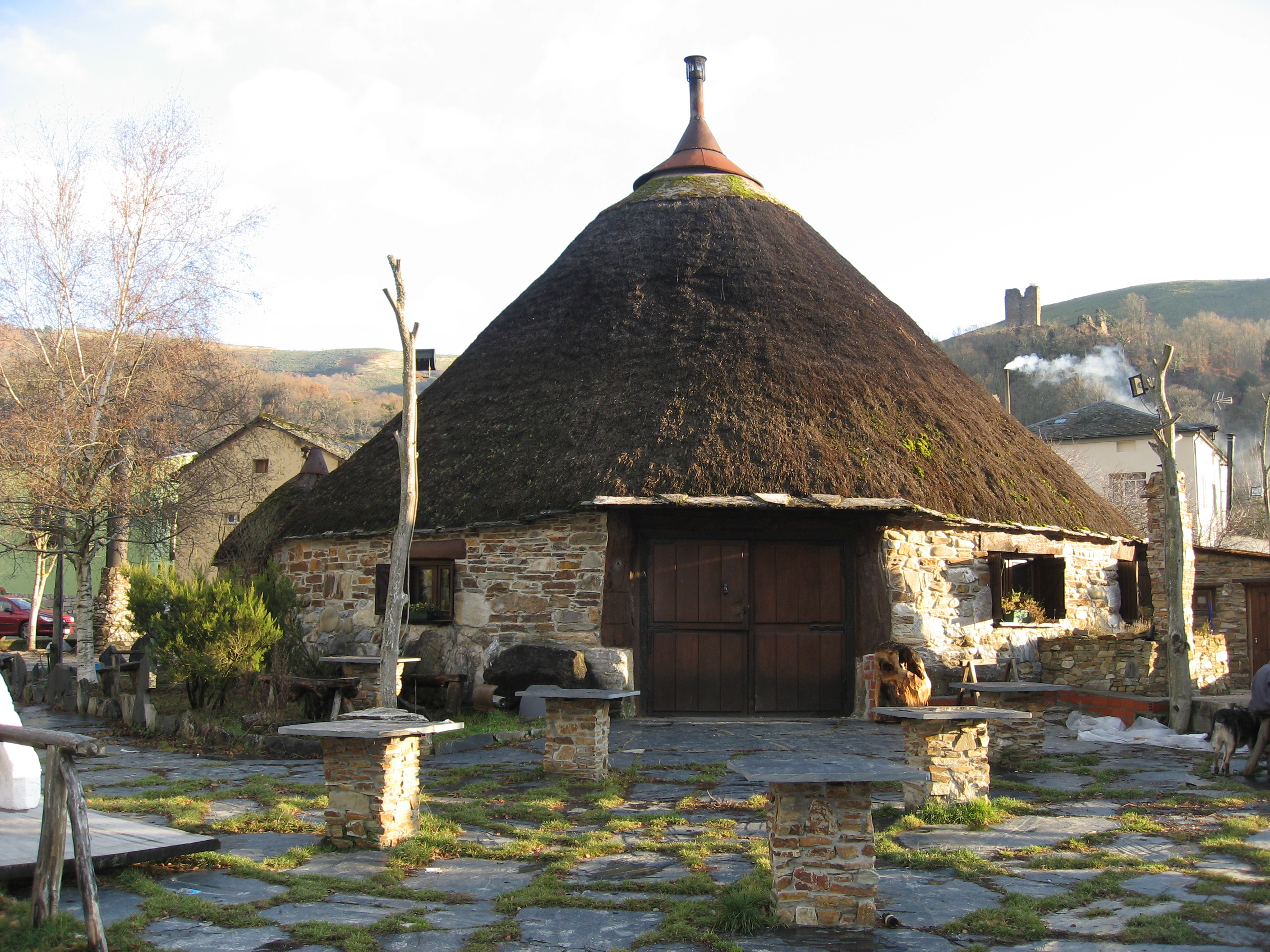
Муниципальный пальясо в Бальбоа (Эль-Бьерсо)

ЮНЕСКО внесло в списки всемирного наследия старую часть города Сантьяго-де-Компостела с колоссальным по размерам и значимости собором Святого Иакова (основное место притяжения средневековых паломников со всей Европы), древнеримские стены Луго и древнеримский маяк Геркулеса. В начале XXI века центром притяжения туристов стал также живописный городок Понтеведра, прославившийся на весь мир своим дружелюбием к пешеходам.
Традиционным жилищем галисийцев, особенно в округе Тьерра-де-лос-Анкарес, до 1970-х годов был пальясо — особый тип круглого дома. Галисийское село Пьорнедо (Piornedo), известное своими пальясо, представляет собой этнографический музей под открытым небом. Сельские усадьбы знатных лиц в Галисии именуются пасо (pazo). Их сохранилось довольно много с XVII, XVIII и XIX веков; большинство имеет крепкие стены, способные отразить нападение незваных гостей.
В 1993 году в Сантьяго открылся Галисийский центр современного искусства.